# Alfred Ely Beach
Alfred Ely Beach (Springfield, 1 de setembro de 1826 – Nova Iorque, 1 de janeiro de 1896) é um inventor norte-americano, editor e advogado de patentes. Foi um dos editores da revista de ciências "Scientific American". É sua a criação do "Beach Pneumatic Transit", cujo protótipo foi construído em 1869 na cidade de Nova Iorque.

## Invenção de um metrô
A invenção mais famosa de Beach foi o primeiro metrô da cidade de Nova Iorque, o Beach Pneumatic Transit. Essa ideia surgiu no final da década de 1860, quando o tráfego da cidade era um pesadelo, especialmente ao longo de sua artéria central da Broadway. Beach foi um dos poucos visionários que propôs construir uma ferrovia subterrânea sob a Broadway para ajudar a aliviar o congestionamento do tráfego. A inspiração foi o subterrâneo trem metropolitano em Londres, mas em contraste com isso e propostas dos outros para New York, Beach propôs o uso de trens impulsionado por pneumática em vez de convencionais motores a vapor, e construção usando um escudo de túnel de sua invenção para minimizar a perturbação da rua.
Beach também se interessou por tubos pneumáticos para transporte de cartas e pacotes, outra ideia colocada em prática recentemente em Londres. Com uma franquia do estado, ele começou a construção de um túnel para pequenos tubos pneumáticos em 1869, mas o desviou para uma demonstração de uma ferrovia de passageiros que foi inaugurada em 26 de fevereiro de 1870.
Projetos de lei para o metrô de Beach foram aprovados na legislatura em 1871 e 1872, mas foram vetados pelo governador John T. Hoffman porque ele disse que eles deram autoridade demais sem compensação para a cidade ou estado. Em 1873, o governador John Adams Dix sancionou um projeto de lei semelhante, mas Beach não conseguiu levantar fundos para construir nos seis meses seguintes, e então o pânico do mercado financeiro de 1873 secou os investidores.
Durante este mesmo tempo, outros investidores construíram uma ferrovia elevada na Rua Greenwich e na Nona Avenida, que operou com sucesso com uma pequena locomotiva a vapor a partir de 1870. Os ricos proprietários de propriedades não se opuseram à ferrovia da cidade de Nova York bem longe da Broadway, e em meados da década de 1870 parecia que as ferrovias elevadas eram práticas e as subterrâneas não, estabelecendo o padrão para o desenvolvimento de trânsito rápido na cidade de Nova York para o século XIX.
Beach operou sua ferrovia de demonstração de fevereiro de 1870 a abril de 1873. Tinha uma estação no porão da loja de roupas de Devlin, um prédio na esquina sudoeste da Broadway com a Rua Warren, e percorria um total de cerca de 91 metros, primeiro em uma curva para o centro da Broadway e, em seguida, direto sob o centro da Broadway para o lado sul da Rua Murray. O antigo prédio de Devlin foi destruído por um incêndio em 1898.
O tubo pneumático britânico também não conseguiu atrair muita atenção e acabou caindo em degradação e descrédito, apesar do fato de o Royal Mail ter contratado o uso dos túneis. Em última análise, a experiência inglesa falhou devido a problemas técnicos e também à falta de fundos.
O Beach Tunneling Shield, semelhante à ideia da patente inglesa de 1864 de Barlow, foi usado na construção da Grand Trunk Railway do primeiro túnel St. Clair do Canadá entre Port Huron, Michigan e Sarnia, Ontário. Este túnel foi inaugurado em 1890.